# Don Scott
Donald E. „Don“ Scott (* 23. Juli 1928 in Derby; † 13. Februar 2013 ebenda) war ein britischer Boxer im Halbschwergewicht.

## Amateur
Scott gewann 1948 bei den Olympischen Spielen in London die Silbermedaille im Halbschwergewicht. Im Finale unterlag er dem Südafrikaner George Hunter. 1950 gewann er die Goldmedaille bei den British Empire Games in derselben Gewichtsklasse.

## Profi
1950 wurde Scott Profi. Gleich seinen ersten Kampf gegen seinen Landsmann Ray Wilding verlor er am 4. April 1950 in London durch technischen K. o. in der fünften Runde. 1951 gelang ihm eine Serie von sechs K.-o.-Siegen. Am 16. Februar 1953 erkämpfte er sich den vakanten Titel des britischen Midland-Area-Meisters im Halbschwergewicht gegen Ted Morgan. Seinen letzten Profikampf, ein Punktsieg nach acht Runden, absolvierte er am 13. April 1953 gegen seinen Landsmann Wally Curtis.